# Antena Krzyku
Antena Krzyku – polska niezależna wytwórnia płytowa założona w 1984 roku, prowadzona przez Arka Marczyńskiego. Także związane z nią czasopismo o tym samym tytule.
Oba projekty wywodzą się ze sceny punkowej, jednak profil obu stopniowo ewoluował ku noise'owi, postrockowi, muzyce elektronicznej czy jazzowi. Działalność firmy i publikowanie czasopisma kilkakrotnie były zawieszane, a wydawnictwo przepoczwarzyło się w Post_Post oraz Home Appliance (Rockers Publishing). W Antenie Krzyku swe albumy wydają lub wydawali m.in. Ewa Braun, Hey, Psychocukier, Pustki, Something Like Elvis, Starzy Singers, Pochwalone, Siksa oraz Hańba!.